# Centro Pompidou
El Centro Pompidou es el nombre más comúnmente empleado (otros son Beaubourg o Centro Georges Pompidou) para designar al Centro Nacional de Arte y Cultura Georges Pompidou de París (Francia), diseñado por los arquitectos Renzo Piano y Richard Rogers. El edificio, concluido en 1977, fue inaugurado el 31 de enero del mismo año.
El centro alberga el IRCAM, un centro de investigación musical y acústica; la biblioteca (Bibliothèque Publique d'Information) con un aforo de 2000 personas, abierta al público; y sobre todo el Museo Nacional de Arte Moderno (Musée National d'Art Moderne) que posee unas 100.000 obras de arte, una de las colecciones de arte moderno y contemporáneo más completas del mundo junto con el Museum of Modern Art (MoMA) de Nueva York y la Tate Modern de Londres. Entre los artistas representados están: Pablo Picasso, Joan Miró, Brancusi, Modigliani, Matisse, Francis Bacon, Jean Dubuffet, etc.
Fue construido sobre un terreno desocupado cercano al espacio que anteriormente ocupaba el mercado de Les Halles (donde actualmente se realiza la última modificación al sector que alberga el centro comercial Les Halles) durante el mandato del presidente francés Georges Pompidou, el cual falleció antes de que se terminara el edificio. Fue su sucesor, Valéry Giscard d'Estaing, quien lo inauguró en 1977. Rehabilitado entre 1997 y diciembre de 1999, volvió a abrir sus puertas al público el 1 de enero de 2000. Es de uno de los monumentos más visitados de Francia, con cerca de seis millones de visitantes al año.

## Datos arquitectónicos
El Centro Pompidou fue diseñado por los entonces jóvenes arquitectos Renzo Piano y Richard Rogers. El edificio es de un estilo que fue muy innovador en los años 70, cuadrado, de estructura industrialista, y con los elementos funcionales, conductos, escaleras, etc., visibles desde el exterior. Las conducciones de agua, aire o electricidad fueron pintadas de colores atrevidos y extraídos de la parte principal del edificio, para dejar un interior diáfano. Aunque se desató una polémica cuando fue acabado, hoy día la gente se ha acostumbrado a su peculiar aspecto y goza de mucha popularidad. Es uno de los primeros edificios de la arquitectura high-tech.

### Proyecto
El presidente de Francia, Georges Pompidou, que gobernó desde 1969 hasta 1974, quiso revitalizar el barrio de Les Halles, una zona deprimida económica y socialmente. En él estaba el mercado de abastos, un enorme centro que vendía productos al por mayor y al por menor. Fue diseñado en la época de Napoleón; y su primer proyecto era historicista, a lo cual, el emperador se negó. Así pues, este enorme mercado tuvo un diseño más funcional, con cubiertas en todos los pabellones y calles, y con la estructura metálica. Pompidou, para revitalizar el IV Distrito, decidió derribar este mercado ya que desprendía malos olores y producía un tráfico caótico. En su lugar se construyó el edificio de la bolsa, de planta circular, unos jardines y un nuevo centro comercial con conexión a la estación de metro del barrio.
Otro edificio perteneciente a este plan de revitalización es el Centro Georges Pompidou, llamado originalmente Centro Beaubourg. Es un museo de arte contemporáneo, tiene un gran centro cívico y una biblioteca de acceso público. El concurso para escoger el diseño de este edificio comenzó en 1970, y el jurado estaba compuesto por distinguidos y reconocidos arquitectos. Los que ganaron fueron Renzo Piano (*1937) y Richard Rogers (*1933), dos arquitectos jóvenes y desconocidos en aquel año, los cuales se asociaron en este proyecto y en sólo otro más. Rogers arquitecto británico, nacido en Italia y egresado de la Architectural Association School of Architecture. Renzo, arquitecto italiano, graduado del Politécnico de Milán.
Estos dos arquitectos ganaron el concurso, aparte de por su excelente proyecto, gracias a dos miembros del jurado. Uno de ellos era Philip Johnson (1906–2005), un estadounidense de la corriente miesiana que introdujo la arquitectura europea en Estados Unidos después de la II Guerra Mundial. El otro fue Jean Prouvé (1901–1984), un francés de la rama de los arquitectos franceses que unían la tecnología a la arquitectura en los años 1950. Le Ricolais fue un ingeniero experimental que probaba estructuras metálicas ligeras y tensadas. Prouvé, influido por este ingeniero, estuvo muy interesado en la tecnología y por eso le gustó bastante el proyecto de Piano y Rogers. Fue Prouvé el mayor impulsor en dar la victoria a estos dos jóvenes. La construcción del Pompidou comenzó en 1970. Cuatro años más tarde, el entonces Presidente de Francia Georges Pompidou, falleció, por lo que las obras del edificio sufrieron un importante parón. Fue la viuda del presidente francés la que hizo que se terminase con éxito en 1977.

### Influencias arquitectónicas
El Centro Pompidou contrasta enormemente con los edificios que le rodean. Así, la forma, los colores y la altura de este edificio resultan ser estridentes para su entorno en el momento en que se construyó y también hoy en día. Su función es también extraña en la época en que se hizo. Un centro que reúne arquitectura, arte moderno, arte antiguo, libros y lugares donde los niños «juegan con el arte», no era corriente entonces. Su museo de arte contemporáneo es el más importante del mundo. En cuanto a su apariencia exterior, el entramado de barras, tubos y elementos tecnológicos que se agolpan en las fachadas hace que el Pompidou se parezca a un juguete tecnológico, similar a un meccano. Es llamado por los parisinos «La fábrica de gas». Esta estridencia que tanto lo caracteriza formaba parte de las pretensiones del concurso.
Es uno de los primeros edificios de la corriente High-tech. Está notablemente influido por la arquitectura de Mies Van der Rohe y por la del grupo Archigram. En cuanto a la influencia del arquitecto alemán, se aprecia en el edificio el racionalismo propio de su Arquitectura Moderna en el sentido de que el inmueble es entendido como un contenedor vacío en el que se pueda meter cualquier cosa. El interior del Pompidou es completamente diáfano y es entendido por Johnson como un contenedor con espacios interiores móviles. Las grandes luces están salvadas por un total de catorce enormes vigas vierendel paralelas entre sí y perpendiculares a la fachada de la plaza. La influencia del grupo Archigram, es palpable en las novedosas y complicadas formas que tiene el edificio en cuanto a los muchísimos tubos, barras y estructuras que invaden las fachadas, usando una «tecnología en broma». Archigram creó numerosos diseños en los años 1960 llenos de fantasía y looks sicodélicos con influencias hippies. En sus proyectos abundaban los tubos, colores y estructuras metálicas exteriores.

### Entorno urbano

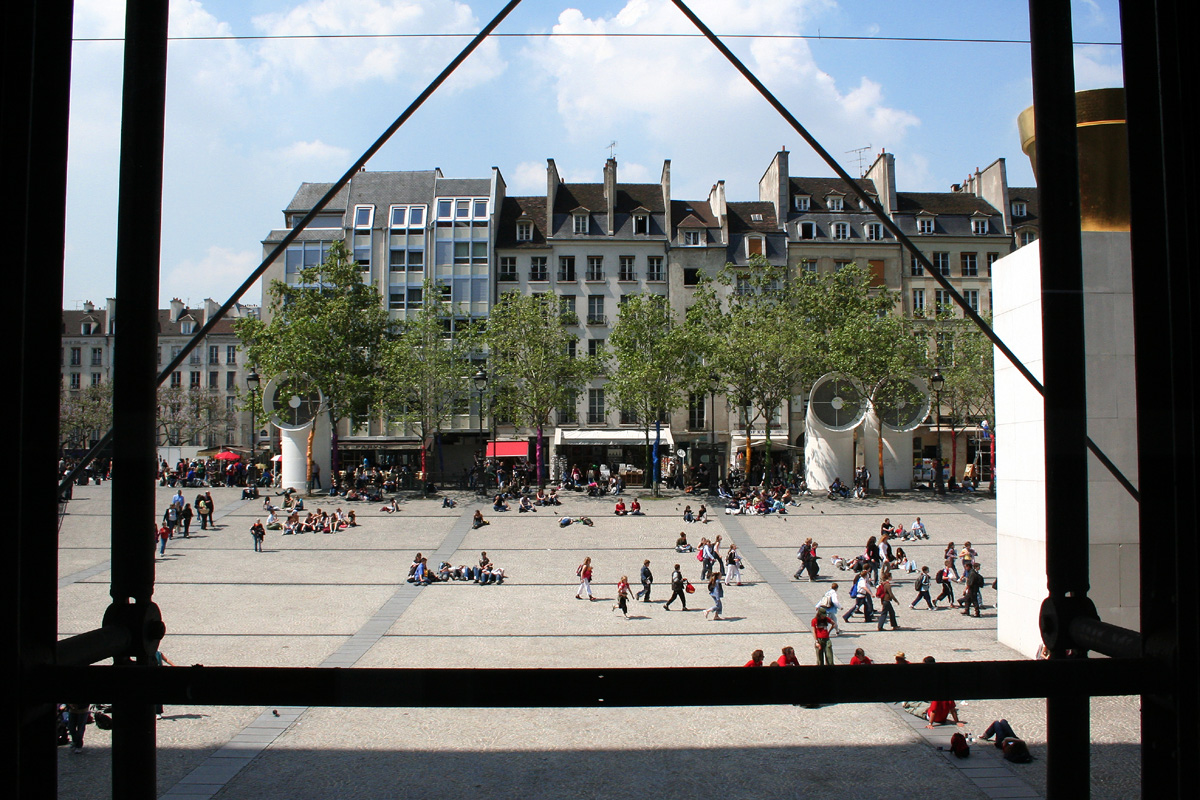
Vista de la plaza y edificios del entorno.

Rue Beaubourg

El Centro Pompidou ocupa poco menos de la mitad de su solar. La parte que sobra es una enorme plaza pública considerada parte del edificio ya que en ella se hacen actividades relacionadas con el centro. El diseño de este espacio exterior fue decisivo en la victoria de Piano y Rogers en el concurso. En la plaza se agolpan los teatros callejeros, dibujantes, pequeñas tiendas callejeras y grupos de jóvenes, todos ellos relacionados con el arte y la cultura. En los límites de este espacio público hay colocados enormes tubos, algunos de ellos agrupados de dos en dos, que son los respiraderos del aparcamiento subterráneo que ocupa todo el solar. El gran tamaño de estos tubos de refrigeración y su semejanza con las vías de ventilación de los barcos les convierten en elementos propios del Centro Pompidou, ampliando los límites del edificio a toda la plaza. El suelo de ésta se encuentra ligeramente inclinado hacia el Centro Pompidou, con lo que el edificio actúa como telón de fondo.
Desde la restauración del Centro Pompidou llevada a cabo desde septiembre de 1997 hasta enero de 2000, hay más restricciones en las actividades que se hacen en la plaza, habiendo más vigilancia tanto dentro como fuera del edificio. En esta reforma se abrió al tráfico algunas calles colindantes con la plaza que antes eran peatonales. El resto de edificios que forman parte de la plaza son, principalmente, de finales del siglo XIX, de estilo modernista y con influencias de edificaciones más antiguas. Los inmuebles que miran a la cara oeste del Pompidou tienen mansardas. En muchos de estos edificios había galerías de arte que resultaban ser muy visitadas gracias a la cercanía del Pompidou. Progresivamente, estas salas de arte dieron paso a tiendas, las cuales tienen mucho éxito gracias a la gran afluencia de turistas que visitan en Centro Pompidou.
Este edificio es el tercer sitio más visitado de París. De esta manera, en el barrio que rodea al centro de arte hay una mezcla entre turistas y gente joven “canalla” y desinhibida. También viven yuppies, ejecutivos agresivos que viven en carísimos apartamentos. Jean Baudrillard escribió el libro L’effect Beaubourg en 1977. En él habla de lo que supone la construcción del Pompidou para el barrio en que se encuentra, una zona deprimida antes de la existencia de este centro de arte. Baudrillard dice en su libro que el arte del siglo XX es trasgresor, secreto y que quiere cambiar la sociedad. También apunta que el previsto mal uso del Centro Pompidou es una expresión del odio que genera ese arte contemporáneo y misterioso.

### Estructura
El edificio tiene en cada uno de los forjados trece huecos limitados por catorce vigas vierendel paralelas. Estas piezas son de un enorme tamaño y son prefabricadas, por lo que hubo que hacer un gran despliegue logístico para llevarlas al solar de construcción. Las vigas son visibles en las fachadas laterales (la norte y la sur). Las vigas de diferentes plantas se unen entre sí con tensores. Los pilares del Pompidou son metálicos con sección redonda. Hay una estructura inventada en este edificio conocida por el nombre de Gerberette. Son unas piezas metálicas horizontales ancladas a los pilares por uno de los extremos a modo de voladizos. Tienen una sección curva y su función es sujetar las estructuras metálicas que sobresalen de las fachadas oeste y este. Su inventor es el ingeniero alemán Gerberett, y se diseñaron para ampliar la superficie de los puentes. De esta manera, se observa que toda la estructura del Pompidou es metálica, incumpliendo aparentemente la normativa parisina contra incendios. Sin embargo, esta legislación es respetada ya que los pilares están refrigerados por agua que hay en el interior de cada uno de ellos.
En las fachadas oeste y este hay «cruces de San Andrés», unos tensores cruzados perpendicularmente entre sí, e inclinados aproximadamente 45° respecto del suelo, colocados en cada cuadrado formado por las barras horizontales y verticales que hay en el exterior de estas fachadas. Estos tensores son sorprendentemente finos y tienen mucha seguridad, es decir, que para que la estructura que conforman fracasase habría que cortar bastantes de estos tensores. Para rematar la «maraña de barras y estructuras» que hay en las fachadas, en la que da a la plaza se suma la estructura que sujeta la escalera exterior. Hay barras y tubos de las fachadas que no tienen función estructural, y su único acometido es contribuir en el caos visual que dificulta la comprensión del espacio. Detrás de este conjunto de barras y tubos están las fachadas propiamente dichas. Tienen un acristalamiento continuo, dividido en módulos rectangulares y con carpintería metálica ortogonal.

### Instalaciones
En el centro de la fachada de servicio (la fachada este, la opuesta a la plaza) hay una torre con tres ascensores exteriores, y en la fachada de la plaza (la fachada oeste) hay una escalera exterior que cruza el edificio de izquierda a derecha (según se mira desde la plaza), que está dentro de un tubo transparente y está dividida por tramos. Es esta fachada la única que es mediática, es decir, que en ella se fijan carteles de gran tamaño con fines comerciales. El Pompidou tenía tres plantas subterráneas usadas como aparcamientos, pero después de la restauración de 1997 pasó a tener dos. El Pompidou tiene un total de siete plantas situadas sobre el nivel del suelo. La planta es rectangular, siendo los lados más largos los correspondientes a la fachada de la plaza y la de servicio. En la última planta hay un famoso restaurante de comida de fusión. Tiene un patio situado en la esquina superior derecha (según se mira al edificio desde la plaza). A esta terraza se accede por la escalera exterior de la fachada de la plaza. Dentro del restaurante hay piezas «gehriescas» de clara influencia deconstructivista que no guardan relación con el estilo del Pompidou. Estas esculturas fueron diseñadas por una pareja de arquitectos y colocadas en la reforma de 1997.
Las instalaciones y estructuras del edificio tienen una serie de colores que sirven de código para que el visitante sepa la función que tiene cada elemento. Las piezas pintadas de rojo cumplen con la función de comunicación (ascensores y escaleras), el azul es la climatización, el verde las instalaciones del agua (fontanería, desagües,…), el amarillo es la electricidad, y el blanco las tomas y extracciones de aire. La escalera exterior de la fachada de la plaza tiene sus forjados inclinados pintados de rojo. Las escaleras, que son mecánicas, están recubiertas por un tubo de sección circular transparente. Están divididas en varios tiros, y entre cada tramo hay una zona llana que comunica con una planta. Dentro del tubo hay muchos elementos tecnológicos para dificultar la percepción espacial.
En la fachada este hay muchos tubos de servicio, cada uno con el color correspondiente a su función. La gran cantidad de barras estructurales y tubos crean «cinco capas de tecnología». Aunque la disposición de los tubos de esta fachada no guarda ningún orden aparente, se puede observar que los tubos azules están pareados, sin embargo llama la atención la existencia de elementos horizontales que sobresalen de la fachada frente a los verticales. En la fachada sur hay soportales que protegen de la lluvia a los transeúntes.

### Interior
A pesar de que todos los tubos y barras no dejen ver las fachadas del Pompidou, el interior es bastante luminoso ya que el acristalamiento es continuo. Por los techos interiores pasan todas las tuberías y elementos que hay en las fachadas, estando todos estos elementos a la vista. De esta manera, dentro del edificio se consigue esa misma imagen de caos y maraña de elementos tecnológicos propia del exterior. Renzo Piano colocó sobre cada obra de arte un pequeño falso techo para protegerla visualmente de la red de tubos que hay en el techo y evitar que la mirada se distraiga al contemplar la obra expuesta.

### Citas sobre el Centro Pompidou
El arquitecto Charles Jenks dijo en relación con el Centro Pompidou: «El Beaubourg nos presenta el espectáculo de un público que se arracima en masa a través de los tubos de la fachada a la vista, empujado por el deseo fetichista de tocar las reliquias de una cultura nacida, en cambio, al amparo del secretismo de la transgresión». Jenks definió el Pompidou como un «centro cultural erizo». Este edificio es el primero que se exhibe por sí mismo, mostrando la arquitectura como un espectáculo lúdico y divertido, algo similar a lo que ocurre con el diseño del Museo Guggenheim de Nueva York, que hace sombra en muchas ocasiones a las obras de arte que alberga.

## Exposiciones
En el Centro Pompidou se han expuesto sucesivas retrospectivas de distintos artistas que han conseguido atraer a miles de visitantes. Así, atrajo en 1979 a más de 840 000 personas a una exposición sobre Salvador Dalí; y en la temporada 2012-2013 congregó a más de 790 000 durante los cinco meses que duró otra exposición similar. Estas dos antológicas ostentan el récord de visitantes a una exposición en este centro de arte, seguidas por las de Henri Matisse, que en 1993 congregó a más de 734 896 visitantes, y la de Vasili Kandinski que atrajo a 702 905 visitantes en el 2009.

## Otras sedes
El Centro Pompidou en su proceso de expansión e internacionalización cuenta con dos sedes además de la original parisina, el Centro Pompidou de Metz inaugurado en 2010, y la primera sede fuera de Francia, el Centro Pompidou de Málaga en España, con apertura en marzo de 2015.